# WWE Payback
Payback was een professioneel worstel-pay-per-view (PPV) en WWE Network evenement dat georganiseerd wordt door de Amerikaanse worstelorganisatie WWE. Het evenement debuteerde in 2013 en verving het evenement  No Way Out in juni van WWE's pay-per-view kalender. In 2015 werd het evenement naar mei verplaatst. Met de brand extension die terugkwam in 2016 werd de 2017 editie verplaatst naar eind april in WWE's pay-per-view kalender exclusief voor de Raw brand. Het evenement werd verwacht in 2018 exclusief voor SmackDown, maar werd weggehaald van WWE's pay-per-view kalender, omdat alle evenementen na WrestleMania 34 voor beide brands zijn.

## Chronologie
| Editie       | Datum            | Stad                 | Locatie                        | Main Event |
| ------------ | ---------------- | -------------------- | ------------------------------ | --- |
| Payback 2013 | 16 juni 2013     | Rosemont, Illinois   | Allstate Arena                 | WWE Champion John Cena vs. Ryback in een Three Stages of Hell match voor het WWE Championship.                                                                |
| Payback 2014 | 1 juni 2014      | Rosemont, Illinois   | Allstate Arena                 | No Holds Barred 6-Man Elimination Tag Team match tussen The Shield (Dean Ambrose, Seth Rollins & Roman Reigns) en Evolution (Triple H, Randy Orton & Batista) |
| Payback 2015 | 17 mei 2015      | Baltimore, Maryland  | Royal Farms Arena              | Seth Rollins (c) vs. Roman Reigns vs. Randy Orton vs. Dean Ambrose in een Fatal Four Way match voor het WWE World Heavyweight Championship                    |
| Payback 2016 | 1 mei 2016       | Rosemont, Illinois   | Allstate Arena                 | Roman Reigns (c) vs. AJ Styles voor het WWE World Heavyweight Championship.                                                                                   |
| Payback 2017 | 30 april 2017    | San Jose, Californië | SAP Center                     | Braun Strowman vs. Roman Reigns |
| Payback 2020 | 30 augustus 2020 | Orlando, Florida     | Amway Center (WWE ThunderDome) | "The Fiend" Bray Wyatt (c) vs. Braun Strowman vs. Roman Reigns in een No Holds Barred Triple Threat match voor het WWE Universal Championship.                |